# Mistrovství Evropy v atletice do 23 let 2017
11. Mistrovství Evropy v atletice do 23 let se konalo v Bydhošti ve dnech 13. až 16. července 2017.
Pořadatelské město bylo vybráno v červnu 2015. Mistrovství se účastnilo celkem 1093 startujících ze 43 zemí. Akreditováno bylo 1750 osob, z toho 100 novinářů a fotografů. V hledišti závody sledovalo každý den přibližně 5,5 tisíce diváků. Během závodů bylo vytvořeno 11 národních rekordů. Šampionát přenášela živě TVP Sport, relace byly také v televizních stanicích z Německa, Francie, Švýcarska, Itálie, Turecka a Běloruska.

## Medailisté

### Muži
| Disciplína                  | Zlato                                                      | Zlato     | Stříbro                                                              | Stříbro   | Bronz                                                          | Bronz     |
| Běh na 100 m                | Ojie Edoburun                                              | 10.14     | Ján Volko                                                            | 10.18     | Jonathan Quarcoo                                               | 10.29     |
| Běh na 200 m                | Ján Volko                                                  | 20.33     | Gautier Dautremer                                                    | 20.66     | Roger Gurski                                                   | 20.70     |
| Běh na 400 m                | Luka Janežič                                               | 45.33     | Karsten Warholm                                                      | 45.75     | Benjamin Lobo Vedel                                            | 46.08     |
| Běh na 800 m                | Andreas Kramer                                             | 1:48.15   | Daniel Rowden                                                        | 1:48.16   | Marc Reuther                                                   | 1:48.66   |
| Běh na 1 500 m              | Marius Probst                                              | 3:49.06   | Filip Sasínek                                                        | 3:49.23   | Michal Rozmys                                                  | 3:49.30   |
| Běh na 5 000 m              | Yemaneberhan Crippa                                        | 14:14.28  | Simon Debognies                                                      | 14:14.71  | Carlos Mayo                                                    | 14:15.07  |
| Běh na 10 000 m             | Carlos Mayo                                                | 29:28.06  | Amanal Petros                                                        | 29:34.94  | Emmanuel Roudolff-Lévisse                                      | 29:42.85  |
| 110 metrů překážek          | Ludovic Payen                                              | 13.49     | Khai Riley-Laborde                                                   | 13.65     | Dylan Caty                                                     | 13.66     |
| Běh na 400 metrů překážek   | Karsten Warholm                                            | 48.37     | Dany Brand                                                           | 49.14     | Ludvy Vaillant                                                 | 49.31     |
| Běh na 3 000 metrů překážek | Yohanes Chiappinelli                                       | 8:34.33   | Ahmed Abdelwahed                                                     | 8:37.02   | Jamaine Coleman                                                | 8:40.44   |
| Štafeta 4×100 m             | Roger Gurski Kai Köllmann Philipp Trutenat Daniel Hoffmann | 39.11     | Theo Etienne Kyle de Escofet Reuben Arthur Ojie Edoburun             | 39.11     | Willem Kajander Oskari Lehtonen Samuli Samuelsson Aleksi Lehto | 39.70     |
| Štafeta 4×400 m             | Lee Thompson Ben Snaith Sam Hazel Cameron Chalmers         | 3:03.65   | Wiktor Suwara Przemysław Waściński Kajetan Duszyński Dariusz Kowaluk | 3:04.22   | Victor Coroller Gilles Biron Etienne Merville Ludvy Vaillant   | 3:05.24   |
| Chůze na 20 km              | Diego García                                               | 1:22:29   | Karl Junghannß                                                       | 1:22:52   | Gabriel Bordier                                                | 1:23:03   |
| Skok do výšky               | Dmitrij Nabokau                                            | 224 cm    | Christian Falocchi                                                   | 224 cm    | Viktor Lonskyy                                                 | 224 cm    |
| Skok o tyči                 | Ben Broeders                                               | 5,60 m    | Axel Chapelle                                                        | 5,60 m    | Adrián Vallés                                                  | 5,50 m    |
| Skok daleký                 | Vladyslav Mazur                                            | 8,04 m    | Filippo Randazzo                                                     | 7,98 m    | Thobias Nilsson Montler                                        | 7,96 m    |
| Trojskok                    | Nazim Babayev                                              | 17,18 m   | Simo Lipsanen                                                        | 17,14 m   | Max Hess                                                       | 16,68 m   |
| Vrh koulí                   | Konrad Bukowiecki                                          | 21,59 m   | Denzel Comenentia                                                    | 19,86 m   | Sebastiano Bianchetti                                          | 19,69 m   |
| Hod diskem                  | Sven Martin Skagestad                                      | 61,00 m   | Alin Alexandru Firfirică                                             | 60,17 m   | Clemens Prüfer                                                 | 60,08 m   |
| Hod kladivem                | Bence Halász                                               | 73,30 m   | Bence Pásztor                                                        | 71,51 m   | Alexej Michajlov                                               | 70,60 m   |
| Hod oštěpem                 | Norbert Rivasz-Tóth                                        | 83,08 m   | Ioannis Kiriazis                                                     | 81,04 m   | Andrian Mardare                                                | 78,76 m   |
| Desetiboj                   | Jiří Sýkora                                                | 8084 bodů | Fredrik Samuelsson                                                   | 8010 bodů | Elmo Savola                                                    | 7956 bodů |

### Ženy
| Disciplína                  | Zlato                                                                          | Zlato     | Stříbro                                                          | Stříbro   | Bronz                                                        | Bronz     |
| Běh na 100 m                | Ewa Swobodová                                                                  | 11.42     | Kryscina Cimanouská                                              | 11.54     | Sina Mayerová                                                | 11.58     |
| Běh na 200 m                | Finette Agyapong                                                               | 22.87     | Sarah Atcho                                                      | 22.90     | Yana Kachurová                                               | 23.20     |
| Běh na 400 m                | Gunta Latiševa-Čudare                                                          | 52.00     | Laura Müllerová                                                  | 52.42     | Laura de Witte                                               | 52.51     |
| Běh na 800 m                | Renée Eykensová                                                                | 2:04.73   | Aníta Hinriksdóttir                                              | 2:05.02   | Hannah Segrave                                               | 2:05.53   |
| Běh na 1 500 m              | Konstanze Klosterhalfenová                                                     | 4:10.30   | Sofia Ennaoui                                                    | 4:13.54   | Martyna Galantová                                            | 4:17.91   |
| Běh na 5 000 m              | Yasemin Canová                                                                 | 15:01.67  | Alina Rehová                                                     | 15:10.57  | Sarah Lahti                                                  | 15:14.17  |
| Běh na 10 000 m             | Yasemin Canová                                                                 | 31:39.80  | Sarah Lahti                                                      | 32:46.91  | Büşra Nur Koku                                               | 33:33.22  |
| 100 metrů překážek          | Nadine Visserová                                                               | 12.92     | Elvira Hermanová                                                 | 12.95     | Luca Kozák                                                   | 13.06     |
| Běh na 400 metrů překážek   | Ayomide Folorunso                                                              | 55.82     | Jessica Turnerová                                                | 56.08     | Arna Stefanía Gudmundsdóttir                                 | 56.37     |
| Běh na 3 000 metrů překážek | Anna-Emilie Møllerová                                                          | 9:43.05   | Nataliya Strebkova                                               | 9:44.52   | Emma Oudiou                                                  | 9:50.30   |
| Štafeta 4×100 m             | Paula Sevilla Ane Petrirena Lara Gomez Cristina Lara                           | 43.96     | Maroussia Paré Cynthia Leduc Fanny Peltier Amandine Brossier     | 44.06     | Riccarda Dietsche Sarah Atcho Ajla Del Ponte Géraldine Frey  | 44.07     |
| Štafeta 4×400 m             | Dominika Muraszewska Adrianna Janowiczová Mariola Karaśová Aleksandra Gaworska | 3:29.66   | Hendrikje Richter Laura Müller Nelly Schmidt Hannah Mergenthaler | 3:30.18   | Dariya Stavnycha Yana Kachur Tetyana Melnyk Kateryna Klymyuk | 3:30.22   |
| Chůze na 20 km              | Klavdiya Afanasyeva (EAA)                                                      | 1:31:15   | María Pérezová (atletka)María Pérezová                           | 1:31:29   | Živilė Vaiciukevičiūtė                                       | 1:32:21   |
| Skok do výšky               | Yuliya Levčenko                                                                | 196 cm    | Iryna Heraščenko                                                 | 192 cm    | Erika Furlani                                                | 186 cm    |
| Skok o tyči                 | Angelica Moserová                                                              | 4,55 m    | Maryna Kylypko                                                   | 4,45 m    | Lucy Bryanová                                                | 4,40 m    |
| Skok daleký                 | Yanis Davidová                                                                 | 6,56 m    | Anna Bühlerová                                                   | 6,50 m    | Maryna Romančuková                                           | 6,48 m    |
| Trojskok                    | Elena Panțuroiu                                                                | 14,27 m   | Ana Peleteirová                                                  | 14,19 m   | Rouguy Diallo                                                | 13,99 m   |
| Vrh koulí                   | Fanny Roosová                                                                  | 18,14 m   | Klaudia Kardaszová                                               | 17,67 m   | Alina Kenzel                                                 | 17,46 m   |
| Hod diskem                  | Claudine Vita                                                                  | 61,79 m   | Daria Zabawska                                                   | 59,08 m   | Veronika Domjanová                                           | 58,48 m   |
| Hod kladivem                | Alyona Shamotina                                                               | 67,46 m   | Camille Sainte-Luce                                              | 66,98 m   | Beatrice Nedberge Llano                                      | 66,74 m   |
| Hod oštěpem                 | Sara Kolaková                                                                  | 65,12 m   | Anete Kociņa                                                     | 64,47 m   | Marcelina Witek                                              | 63,03 m   |
| Sedmiboj                    | Caroline Agnou                                                                 | 6330 bodů | Verena Preinerová                                                | 6232 bodů | Celina Lefflerová                                            | 6070 bodů |